# Агнес Верґеланн
Агнес Матильда Верґеланн (норв. Agnes Mathilde Wergeland; 8 травня 1857 — 6 березня 1914) — норвезько-американський історик, поет і педагог. Агнес Матильда Верґеланн стала першою жінкою, яка здобула докторський ступінь у Норвегії.

## Молодість й освіта
Верґеланн народилася в Християнії (тепер Осло), Норвегія, у родині Сверре Ніколая Верґеланна (1817–96) й Анни Маргрете Ларсен (1817–89). Вона походила з відомої норвезької родини. Сім'я Верґеланн походила з Брекке в Согн. Її брат, Оскар Верґеланн, був норвезьким художником. Вона була внучатою племінницею норвезького письменника та політика Ніколая Верґеланна; отже Генрік Верґеланн, Камілла Коллетт і Джозеф Франц Оскар Верґеланн були двоюрідними братами її батька.
У 1879 році вона навчалася у жіночій школі Ніссена у Християнії, самостійно вивчала історію Норвегії, грецьку, римську архітектури та скульптуру, а також історію середньовіччя у бібліотеці університету Християнії з 1879 до 1883 рік. Потім вона вивчала давньоскандинавське й ісландське право під керівництвом юриста Конрада фон Маурера у Мюнхенському університеті Людвіга-Максиміліана з 1883 до 1885 рік. Потім вона відвідувала Цюрихський університет, де у 1890 році здобула ступінь доктора філософії. Верґеланн емігрувала до США, оскільки для жінок у Норвегії були обмежені можливості для здобуття вищої освіти.

## Кар'єра

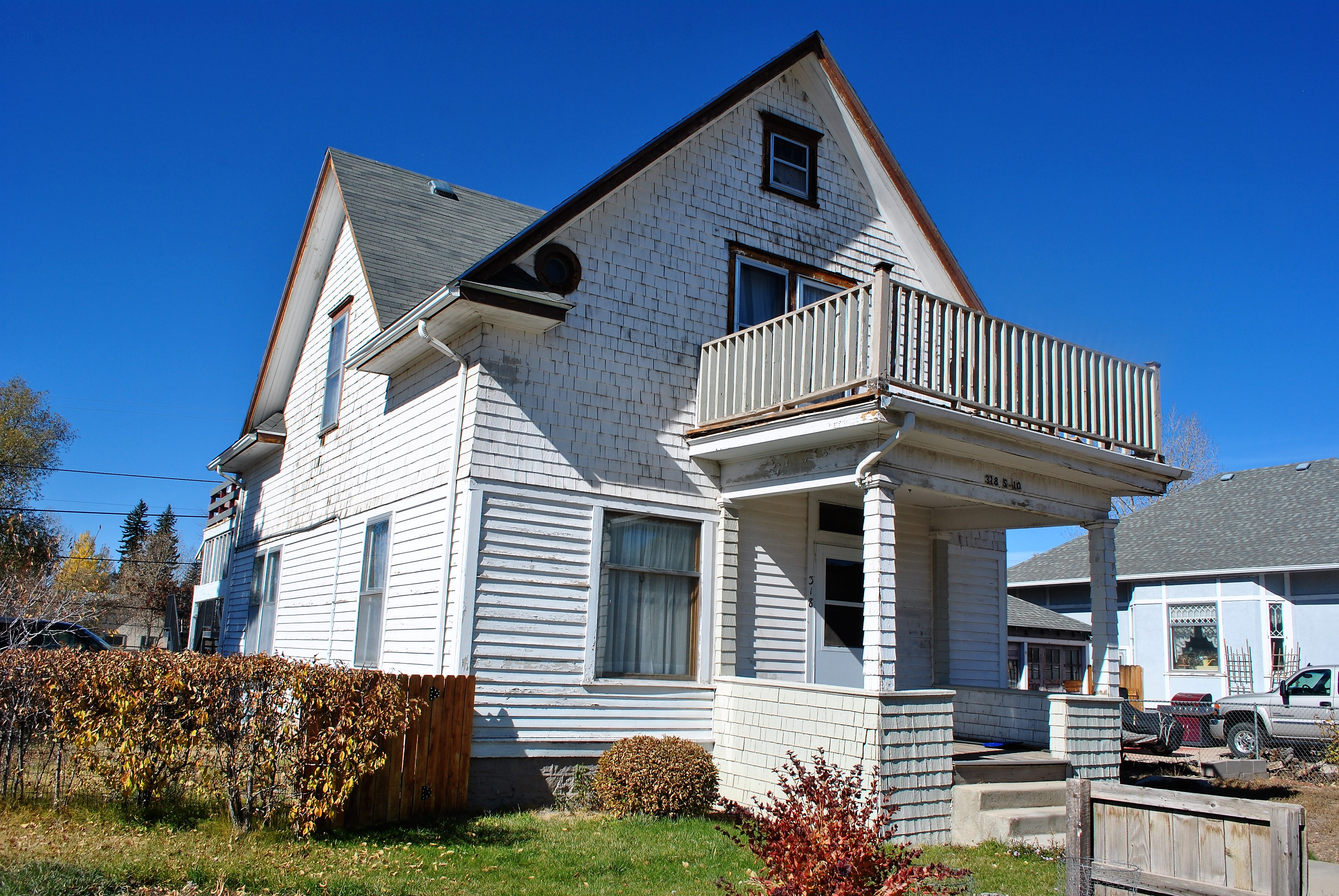
The Doctors' Inn у Ларамі

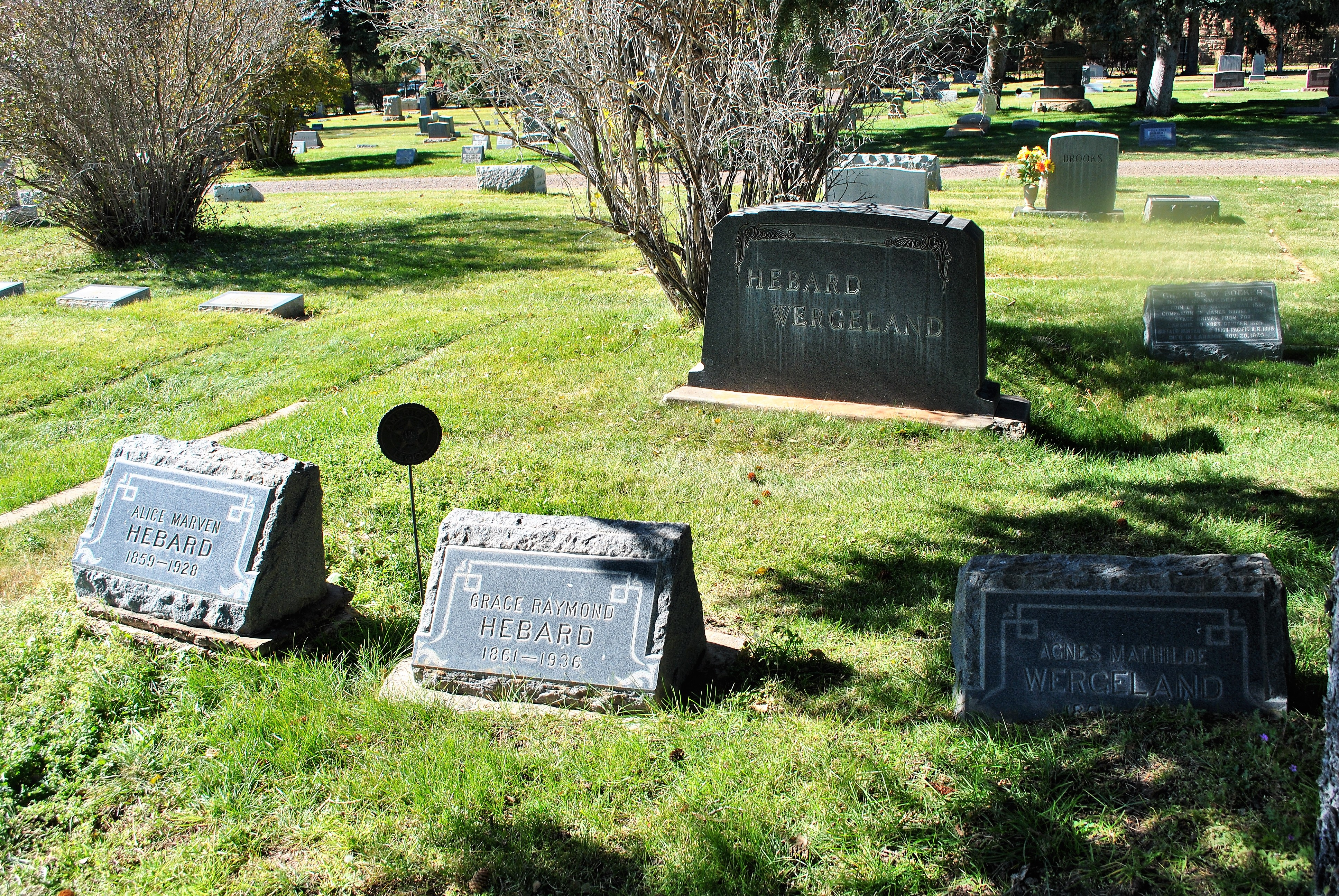
Гебард і Верґеланн (цвинтар Грінгілл)

У 1890 році вона отримала стипендію з історії у коледжі Брін Мар і читала там лекції протягом двох років, перш ніж виступити з лекціями в Університеті Іллінойсу в Урбана-Шампейн у 1893 році. З 1896 до 1902 рік вона працювала доцентом історії та іноземним викладачем Чиказького університету. У 1902 році Верґеланн запропонували посаду завідувача кафедри історії Університету Вайомінгу.
Агнес Матильда Верґеланн написала кілька наукових праць, три з яких опублікували після її смерті. Вона також написала два томи поезії, написані норвезькою мовою: «Amerika, og andre digte» (1912) і «Efterladte digte»(1914).
Верґеланн жила із Грейс Реймонд Гебард і її сестрою, Еліс, у будинку, який вона побудувала разом із Гебард у Ларамі, відомому студентам і колегам як «The Doctors Inn». Верґеланн померла у 1914 році. Сестра Грейс, Еліс Марвін Гебард, померла у 1928 році, а Гебард у 1938 році.
Агнес Верґеланн залишалася професором історії Університету Вайомінгу до своєї смерті. Перед смертю у віці 57 років вона передала свою книжкову колекцію бібліотеці університету. Вона похована поруч з Грейс Реймонд Гебард на цвинтарі Грінгілл, Ларамі, округ Олбані, штат Вайомінг.

## Спадщина
На знак пам'яті в Університеті Осло створили фонд для допомоги норвезьким студенткам, які вивчали історію й економіку у США. Стипендію з історії також заснувала професор Грейс Реймонд Гебард на честь своєї подруги та колеги Агнес Верґеланн як однієї з піонерів історичного факультету Університету Вайомінгу.
У 1916 році Марен Мішле написала біографію «Glimt fra Agnes Mathilde Wergelands liv». Вона також виконала її переклад англійською мовою «Glimpses from Agnes Mathilde Wergeland's life» («Відблиски з життя Агнес Матильди Верґеланн»). Обидва твори вийшли друком у видавничій компанії Folkebladet, яку Свен Офтедал заснував у 1877 році для просування норвезьких видань у США.
2 жовтня 2011 року організували Ложе Агнес Матільди Верґеланн доньок Норвегії у Джанкшн-Сіті, штат Орегон.
Агнес Верґеланн вшановується разом з Елісе Веренскйолд в еміграційному центрі Західної Норвегії у Радої в Гордаланні, як одна з двох норвезько-американських письменниць, які допомогли донести до норвежців новини про життя в Америці.

## Вибіркові твори
- Modern Danish Literature and its Foremost Representative (1895)
- Ameriká og Andre Digte (1912) (норвезькою)
- Efterladte Digte (1914) (норвезькою)
- History of the Working Classes in France (1916)
- Leaders in Norway and Other Essays (1916)
- Slavery in Germanic Society During the Middle Ages (1916)[16]